# Râul Rusca, Timiș
Râul Rusca, Timiș este un curs de apă, afluent de stânga al râului Timiș, care este, la rândul său, un afluent direct, de stânga, al Dunării. 

## Generalități
Râul Rusca are șase afluenți semnificativi, cinci de stânga și unul de dreapta.

## Hărți
- Harta Munții Poiana Rusca  Arhivat în 12 martie 2010, la Wayback Machine.
- Harta Județului Caraș-Severin